# 661 Cloelia
661 Cloelia је астероид главног астероидног појаса са пречником од приближно 48,05 .
Афел астероида је на удаљености од 3,124 астрономских јединица (АЈ) од Сунца, а перихел на 2,914 АЈ.
Ексцентрицитет орбите износи 0,034, инклинација (нагиб) орбите у односу на раван еклиптике 9,260 степени, а орбитални период износи 1916,702 дана (5,247 година).
Апсолутна магнитуда астероида је 9,63 а геометријски албедо 0,107.
Астероид је откривен 22. фебруара 1908. године.